# 44M Lidérc

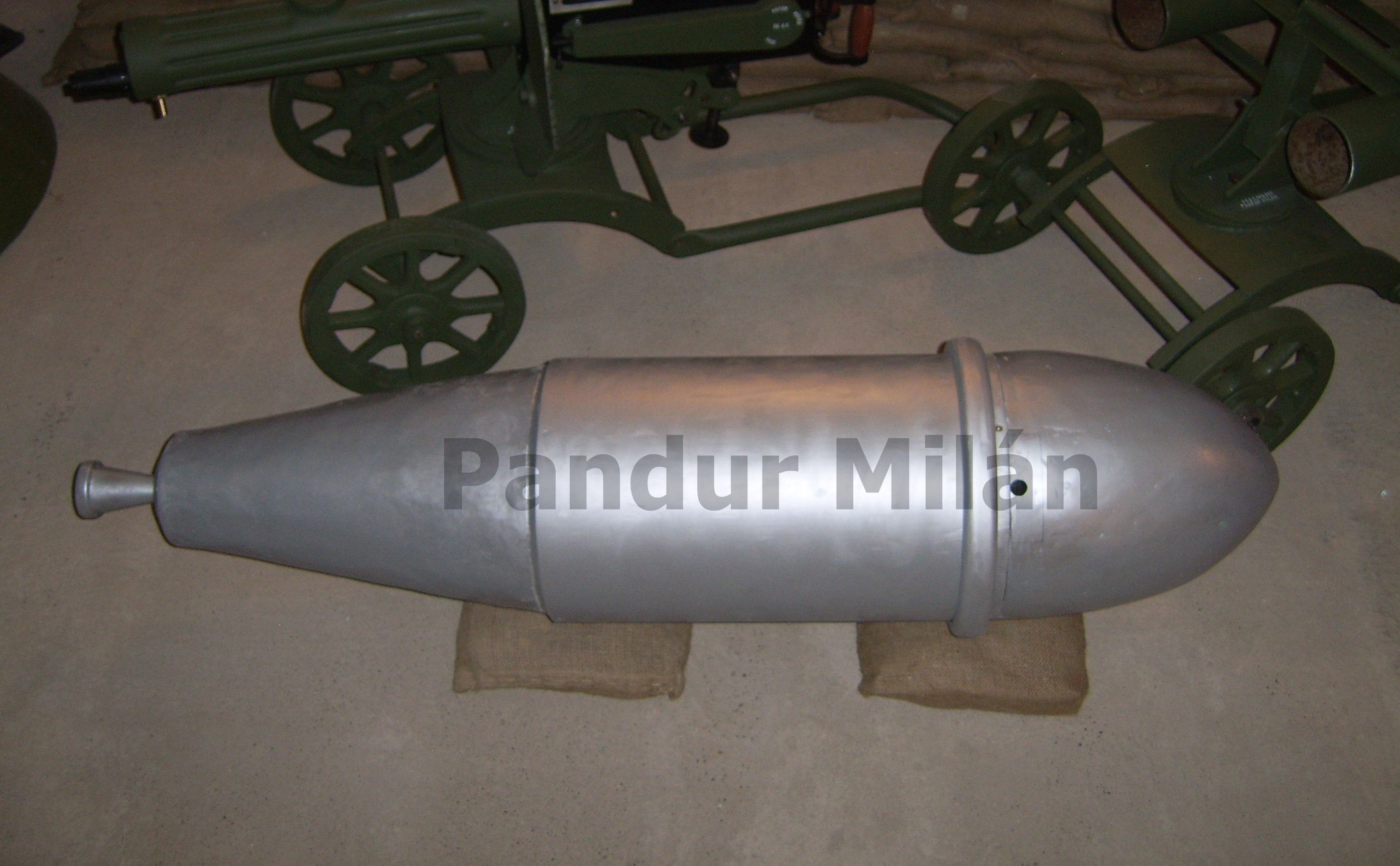
44M Lidérc rakéta replika.

A 44M Lidérc a második világháború időszakában Magyarországon kifejlesztett légiharc-rakéta. Akusztikus közelségi gyújtóját Pulváry Károly dolgozta ki. A megfelelő irányító berendezés hiánya miatt földi célok elleni rakétaként  vetették be a háború utolsó hónapjaiban. Összesen mintegy 80 darab készült belőlük. Gyártása Csepelen a Weiss Manfréd Műveknél indult el, de a gyár elleni bombatámadások miatt később a DIMÁVAG folytatta. A magyar csapatok a Csepel-sziget, Érd, majd később a Velencei-tó körüli hadműveletek során alkalmazták.